# 三重碧華布街商圈
25°04′48″N 121°29′24″E / 25.07991441203481°N 121.48993849754335°E

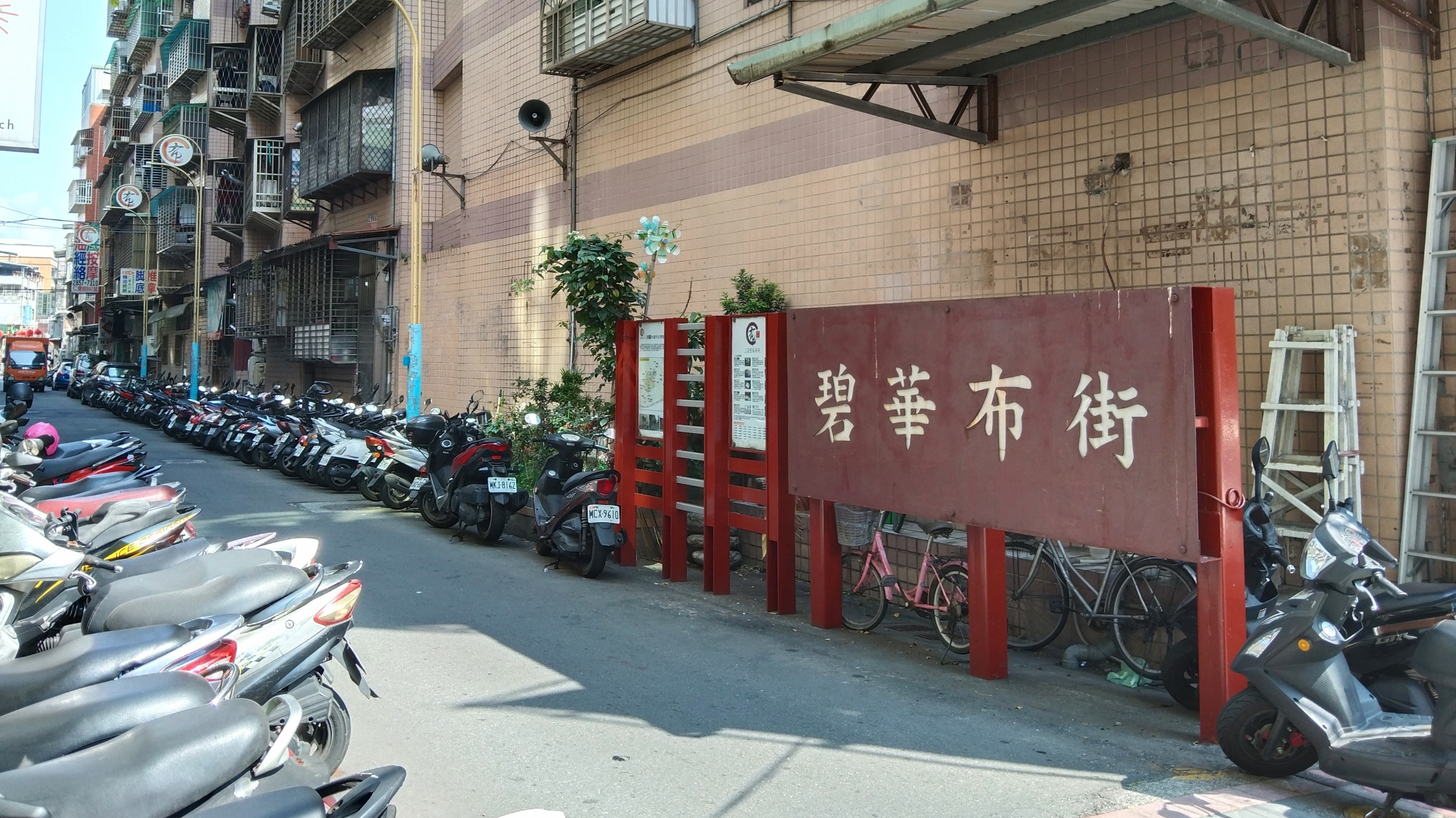
三重碧華街一景

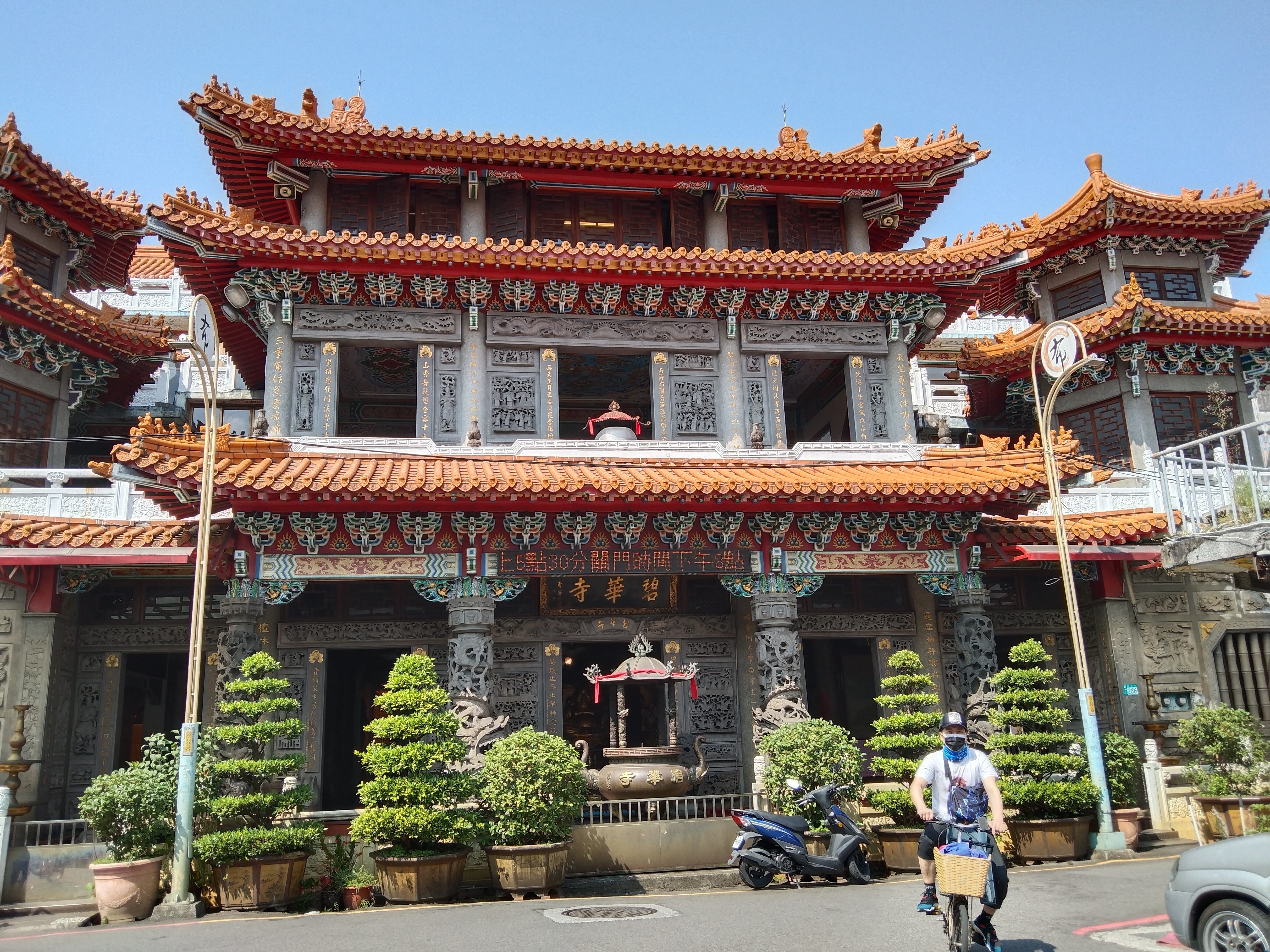
碧華寺

三重碧華布街商圈，簡稱碧華布街，位於台灣新北市三重區碧華街，鄰近捷運徐匯中學站，以布的批發與買賣為主，除消費趨勢的文創產業外，以布莊博物園區方式呈現「布莊生活」，並有多家布莊成立工作坊提供遊客體驗布染及DIY等。
該商圈每年與附近的碧華國小共同辦理母親節、萬聖節活動，由學校提共停車空間及人力、物力及財力之支援，並與大專院校設計學院共同辦理設計競賽，活動以踩街、設計比賽方式呈現，亦包含拼布、染布、拓染、彩繪、布偶等文創活動。這裡原為布料批發所在地，起源於惜物節儉的概念，將碎布發揮其利用價值，將布做分類整理與創意運用，進而打造布街風華。

## 歷史
臺灣光復後，三重地區因為地理及交通優勢，吸引大量移民至此。民國46年，碧華街一帶即設有麗泉染整廠，員工數達二、三百人，其煙囪為當時鄰近地區的地標。民國50年代由於外銷出口盛行、家庭代工興盛和「客廳即工廠」的政策，三重逐漸成為臺灣成衣廠、染整廠的發展重點。民國60年代，三重發展針織成衣，建立其在紡織產業的地位。
當地居民偶然發現廠商剩餘碎布的利用價值，開始整理分類後出售。其後附近人家漸漸跟著投入這個行業，每戶人家屋內都有堆積如山的碎布。民國55年左右，碧華街第一家布業店舖誕生。碧華街的零售布商逐漸聚集，進而形成現在的碧華布街。
碧華布街約在民國70年代至80年代達到全盛時期，一條街就超過兩百家布店。那時候的景象是老闆和工人一起扛布匹，一起送貨，他們把自己比喻是「布牛」，意思是說「做得跟牛似的」，那時一天營業收入高達二、三十萬，算是稀鬆平常的事。
到了民國80年代至85年代，非洲、中東、中南美等國政府開始引進外資，並給予很大的優惠待遇。台灣廠商紛紛前往設廠，因而造成產業外移，其中紡織廠商受影響尤大。其後當地人吸取台灣的經驗與技術，紛紛自己開設紡織廠、成衣廠，成為台灣的競爭對手，導致台灣紡識產業外銷嚴重受創。碧華布街進入了衰退期，布街榮景不再，原本兩百家布店僅剩六十家，往日的盛況漸漸成了黃昏業。
民國85年後，政府開放大陸投資，因此需要眾多勞力的紡織業敵不過大陸廉價工資的衝擊，紛紛前往大陸設廠，造成大量的紡織產業外移，台灣的紡織業逐漸沒落，碧華布街也受到牽連，繁榮景象不再，整個布街進入了停滯期。民國90年代在碧華國小第五任校長蔡寶俊的倡議下進行產業轉型，也將布街改造成為台灣布莊博物園區，並時常舉辦活動，另外還出版了《碧華布街 風華再現》一書。

## 交通
捷運站
- 徐匯中學站

公車站
- 美美新村站
- 慈福派出所站
- 碧華布街站
- 碧華寺站
- 幸福戲院站

YouBike 站點
- 慈愛公園
- 永安兒童公園
- 新北市公共自行車租賃系統 捷運徐匯中學站(1號出口)

## 周邊觀光景點
- 三和夜市
- 碧華公園
- 徐匯廣場
- 碧華寺
- 車路頭街商圈
- 溪尾美食街
- 三重義天宮
- 三重幸福影城
- 水流公
- 東區圖書館
- 淡水左岸自行車步道

## 外部連結
- 三重碧華布街（页面存档备份，存于）
- 新北市形象商圈-三重布街商圈
- 新北旅遊─碧華布街(三重布莊博物園區） （页面存档备份，存于）